# Anže Gartner
Anže Gartner (19 gennaio 2001) è uno sciatore alpino sloveno.

## Biografia
Attivo in gare FIS dal novembre del 2017, Gartner ha esordito in Coppa Europa il 19 dicembre 2021 a Glungezer in slalom gigante (45º), ai Campionati mondiali a Courchevel/Méribel 2023, dove si è classificato 13º nella gara a squadre, e in Coppa del Mondo l'11 marzo 2023 a Kranjska Gora in slalom gigante, senza completare la prova; ai Mondiali di Saalbach-Hinterglemm 2025 si è piazzato 12º nella gara a squadre. Non ha preso parte a rassegne olimpiche.

## Palmarès

### Coppa Europa
- Miglior piazzamento in classifica generale: 195º nel 2025

### Campionati sloveni
- 8 medaglie:
  - 2 ori (slalom speciale nel 2020; slalom speciale nel 2022)
  - 3 argenti (slalom gigante nel 2022; slalom gigante nel 2024; slalom gigante nel 2025)
  - 3 bronzi (slalom gigante nel 2021; slalom gigante nel 2023; slalom gigante nel 2025)